# Maarten Ducrot
Maarten Ducrot (Flesinga, 8 de abril de 1958) es un ex-ciclista profesional neerlandés entre 1985 y 1991. Su mayor éxito deportivo fue la victoria de etapa en el Tour de Francia de 1985, donde ganó una etapa y el premio de la combatibidad.
A finales de 1999, en el programa de televisión neerlandés Reporter, admitió, junto a Steven Rooks y Peter Winnen haberse dopado durante su carrera.

## Palmarés
- 1982
  -  Campeón del mundo de 100 km CRE (junto a Frits van Bindsbergen, Gerrit Solleveld y Gerard Schipper).
- 1985
  - 1º a la Profronde van Wateringen
  - Vencedor de una etapa del Tour de Francia y  y Premio de la Combatividad
- 1986 
  - 1º a Tegelen
  - Vencedor de una etapa de la Dauphiné Libéré.
  - Vencedor de una etapa del Tour de Romandía.
- 1987 
  - 1.º en el Premio de Kamerik.
- 1988 
  - 1.º en el Gran Premio de la Liberté Fribourg.
- 1990 
  - 1º a la Profronde van Oostvoorne

## Resultados en Grandes Vueltas y Campeonato del Mundo
| Carrera         | 1985 | 1986 | 1987 | 1988 | 1989 | 1990 | 1991  |
| --------------- | ---- | ---- | ---- | ---- | ---- | ---- | ----- |
| Giro de Italia  | -    | -    | -    | -    | -    | 98.º | -     |
| Tour de Francia | 84.º | 81.º | Ab.  | -    | 39.º | 86.º | -     |
| Vuelta a España | -    | -    | -    | -    | -    | -    | 113.º |